# Aaron Halfaker

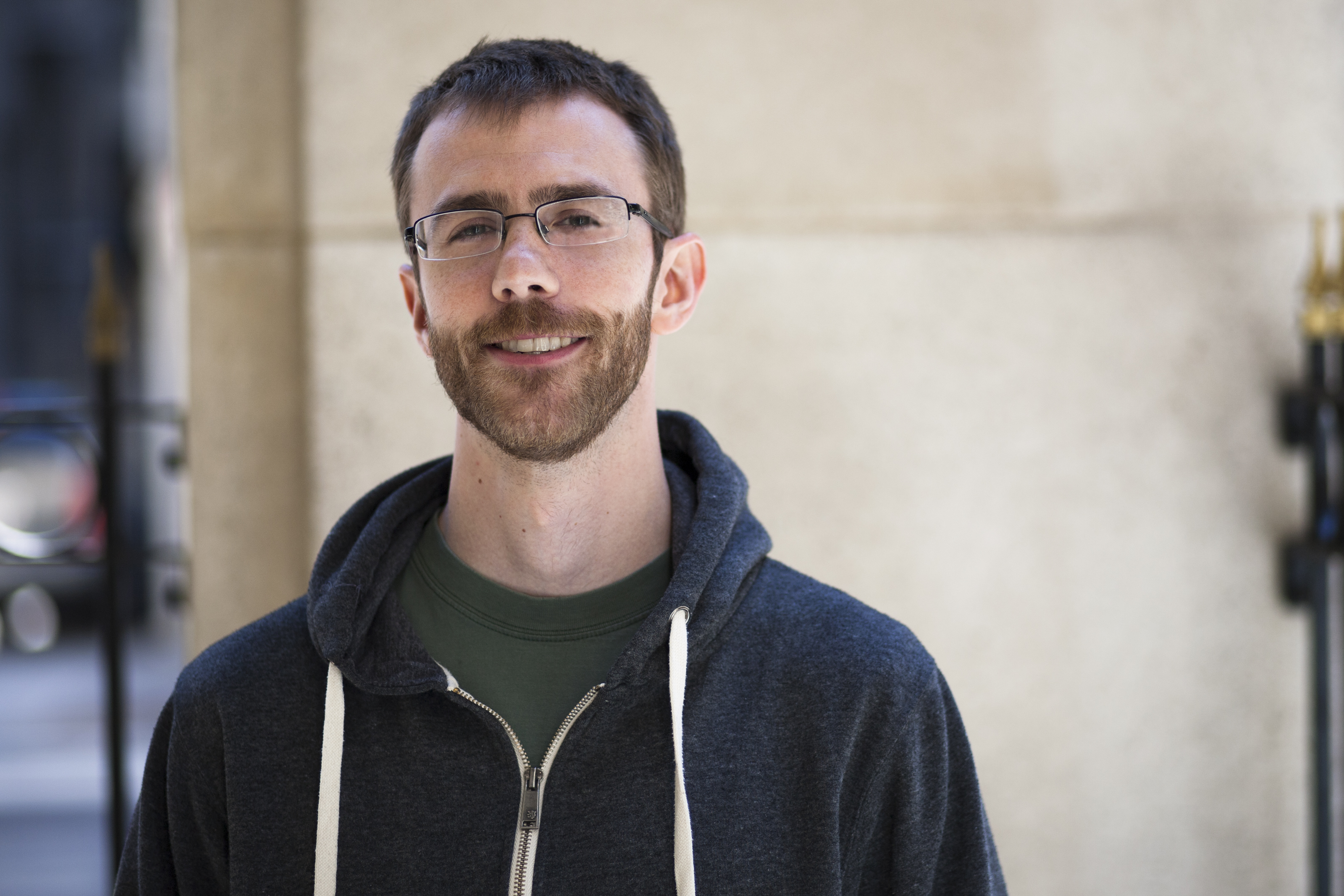
Aaron Halfaker 2013

Aaron Halfaker (* 27. Dezember 1983) ist seit August 2020 leitender angewandter Wissenschaftler bei Microsoft Research. Zuvor war er von März 2011 bis Juli 2020 als wissenschaftlicher Mitarbeiter bei der Wikimedia Foundation tätig.

## Ausbildung
Halfaker erwarb 2006 einen Bachelor of Science in Informatik am College of St. Scholastica, wo er zunächst Physiotherapie studierte, aber nach einem Programmierkurs bei Diana Johnson zur Informatik wechselte. Anschließend promovierte er 2013 im GroupLens Research Lab der University of Minnesota in Informatik.

## Forschung
Halfaker ist bekannt für seine Recherchen über Wikipedia zum Rückgang der Zahl aktiver Benutzer. Er sagte im Herbst 2013, dass Wikipedia um 2007 herum in eine „Niedergangsphase“ eingetreten sei und es seitdem weiter abwärts gehe. Halfaker untersuchte auch Bots auf Wikipedia und die Art und Weise, wie sie neue Mitwirkende beeinflussen. Als Doktorand entwickelte er von 2012 bis 2013 zusammen mit Stuart Geiger ein Tool zur Wikipedia-Bearbeitung namens Snuggle. Snuggle bekämpfte Vandalismus auf Wikipedia und hob konstruktive Beiträge neuer Autoren hervor. Er baute außerdem 2015 einen Dienst für künstliche Intelligenz (KI) namens Objective Revision Evaluation Service (ORES) auf, der dazu diente, Vandalismus auf Wikipedia zu identifizieren und ihn von in gutem Glauben erfolgten Änderungen zu unterscheiden.